# Минами, Дзиро
Дзиро Минами (яп. 南 次郎 Минами Дзиро:, 10 августа 1874 — 5 декабря 1955) — генерал Императорской армии Японии, генерал-губернатор Кореи в 1936—1942 годах.
Родился в 1874 году в Хидзи (префектура Оита), в бывшей самурайской семье. Сумел поступить в Рикугун сикан гакко, по окончании в 1895 году стал 2-м лейтенантом кавалерии.

## Военная карьера
Во время русско-японской войны служил при штабе 1 кавалерийского полка, принимал участие в осаде Порт-Артура. В 1905 году стал майором. В 1914—1917 годах командовал 13-м кавалерийским полком, в 1917—1919 годах был главой Кавалерийского отдела Министерства армии.
В 1919 году Дзиро Минами стал генерал-майором. В 1921—1923 годах он был командиром 3-й кавалерийской бригады, в 1922—1923 — комендантом Кавалерийской школы, в 1923—1924 годах — комендантом Рикугун сикан гакко.
С 1926 по 1927 годы, став генерал-лейтенантом, Дзиро Минами командовал 16-й дивизией, в 1927—1929 годах был заместителем начальника Генерального штаба, в 1929—1930 годах — командующим Гарнизонной армией в Корее. В 1930 году он был произведён в полные генералы.
По возвращении в Японию в 1931 году Дзиро Минами стал Министром армии в кабинете Вакацуки. Будучи министром, он отправил в Маньчжурию Ёсицугу Татэкаву, чтобы охладить пыл милитаристского руководства Квантунской армии, но тот не сделал ничего для препятствования Маньчжурскому инциденту.
В 1931—1934 годах Минами был членом Высшего военного совета, в 1934—1936 годах — командующим Квантунской армией и японским послом в Маньчжоу-го. После инцидента 26 февраля был переведён в резерв и принуждён отойти от дел.

## Генерал-губернатор Кореи
Тем не менее в 1936 году Дзиро Минами был назначен генерал-губернатором Кореи, и занимал эту должность до 1942 года. Минами в кратчайшие сроки свернул либеральный курс, проводимый его предшественниками Сайто и Угаки и взял курс на ассимиляцию и японизацию корейцев. В 1938 году он сделал корейский язык факультативным предметом, а в 1941 году — упразднил образование на корейском языке. В 1939—1940 годах Минами проводил политику смены имён и начал кампанию по призыву добровольцев в Императорскую армию. Помимо этого Минами наложил мораторий на издание ряда корейскоязычных газет, который не был снят до конца японского правления.

## После отставки
В 1942—1945 годах Дзиро Минами был членом Тайного Совета, а также членом Палаты пэров Японского парламента.
После Второй мировой войны Дзиро Минами 19 ноября 1945 года был арестован американскими оккупационными властями и предстал перед Международным военным трибуналом по Дальнему Востоку. Он был признан виновным только по пунктам 1 и 27 — в планировании и развязывании агрессивной войны против Китая. Его приговорили к пожизненному заключению, но помиловали в 1954 году по причине его плохого здоровья. Год спустя он скончался.